# Чёрная (приток Нерли)
Чёрная — небольшая река в России, протекает в Гаврилово-Посадском районе Ивановской области. Устье реки находится по правому берегу реки Нерль. Исток реки — в заболоченных лесах, юго-восточнее села Иваньковский. Длина реки незначительна. Не судоходна.
Вдоль русла реки расположен единственный населённый пункт — деревня Большая Уронда.